# Округ Камден (Њу Џерзи)
Камден (енгл. Camden County) је округ у америчкој савезној држави Њу Џерзи.

## Демографија
По попису из 2010. године број становника је 513.657, што је 4.725 (0,9%) становника више него 2000. године.
| Група             | 2000.           | 2010.           |
| Белци             | 344.998 (67,8%) | 309.648 (60,3%) |
| Афроамериканци    | 92.059 (18,1%)  | 100.441 (19,6%) |
| Азијати           | 18.910 (3,7%)   | 26.257 (5,1%)   |
| Хиспаноамериканци | 49.166 (9,7%)   | 73.124 (14,2%)  |
| Укупно            | 508.932         | 513.657         |